# Premios Fugaz
Los Premios Fugaz son los galardones otorgados de forma anual por CortoEspaña con la finalidad de premiar a los mejores profesionales en cada una de las distintas especialidades del cortometraje español. Pretenden ser la versión de los Premios Goya orientada al cortometraje. El premio consiste en una estatuilla diseñada por el escultor Luis Crespo.
La ceremonia de entrega de los premios tiene lugar en Madrid en los meses de mayo o junio y sigue un formato similar al de los Premios Goya.

## Historia
Los Premios Fugaz se crearon en 2017 como una extensión de los premios que hasta entonces entregaba cada año el festival itinerante CortoEspaña. Para ello se creó una comisión formada por más de cien personas, incluyendo algunos de los ganadores de esos premios en años anteriores, que seleccionó a los nominados en cada uno de los nueve apartados y, finalmente, los ganadores. La primera edición de la entrega de premios se celebró el 25 de mayo de 2017 en la Cineteca de Madrid, resultando premiado como mejor cortometraje Como yo te amo, de Fernando García-Ruiz.
En 2018 la comisión encargada de los premios ya llegaba a incluir más de 300 personas y también se amplió el número de categorías, que llegó a 18. Se incluyeron categorías para géneros específicos, como el documental y la animación, y, como guiño a los Goya y otros premios que incluyen una categoría al mejor cortometraje, un premio para el mejor largometraje del año anterior. La ceremonia se trasladó al Palacio de la Prensa y tuvo lugar el 24 de mayo de 2018 con el premio a Madre como mejor cortometraje del año anterior. Se volvió a entregar un premio homenaje a una personalidad ligada al corto; en este caso a Javier Fesser por su "amor e implicación por el cortometraje y su gusto por las pequeñas historias".
En 2019 la organización volvió a buscar un local aún mayor, celebrando la entrega de premios en el complejo Kinépolis de la Ciudad del Cine. Se mantuvieron las dieciocho categorías del año anterior y el premio al mejor cortometraje, entregado en la gala celebrada el 23 de mayo, correspondió a Background, de Toni Bestard.
En 2020, debido a la pandemia de COVID-19, la gala hubo de celebrarse de manera virtual y pasó a celebrarse a mediados de junio, en vez de a finales de mayo como hasta entonces. El ganador del premio a mejor cortometraje fue en esta ocasión El monstruo invisible, de Javier y Guillermo Fesser y, por primera vez desde la creación de los premios, no se concedió ningún Fugaz de honor.
En la edición de 2021 la comisión encargada de seleccionar los nominados y premiados ya contaba con más de 800 profesionales del cine. El cortometraje Stanbrook, de Óscar Bernàrcer, obtuvo siete estatuillas, cifra nunca alcanzada por ninguna otra película. Sin embargo, el premio a mejor cortometraje del año fue para Lo efímero, de Jorge Muriel.
A partir de 2022 el número de nominados por categoría subió de cuatro a cinco, seis en la categoría de mejor cortometraje. En la gala, que seguía siendo virtual, el premio al mejor cortometraje del año fue a parar a Mindanao, de Borja Soler.
La gala de 2023 volvió a celebrarse sobre un escenario, el del Teatro Municipal Francisco Rabal de Pinto. En esta ocasión el premio al mejor cortometraje se otorgó a París 70, de Dani Feixas, y se retomó el Fugaz de honor, que fue concedido a Beatriz Carvajal.
En 2024 la organización de los premios inició una colaboración con numerosos festivales de cortometrajes de toda España. Así, creó la categoría de festivales amigos, cuyos organizadores pasaban directamente a formar parte de la comisión que decide los premios, compuesta ya por más de 1200 personas. Además, algunos de los festivales amigos pasaban a considerarse también festivales calificadores, cuyos ganadores, además, pasan directamente  a la short list de cortometrajes entre los que se deciden los premiados. La gala de entrega de premios volvió a Kinépolis y contó con varios organizadores de estos festivales amigos y calificadores para efectuar la entrega de premios. El Fugaz a mejor cortometraje correspondió a La gran obra, de Álex Lora, y se entregó un Fugaz de honor al actor Eduard Fernández.

## Palmarés

### 2017
- Mejor cortometraje: Como yo te amo, de Fernando García-Ruiz
- Mayor número de premios: Como yo te amo (3)
- Mayor número de nominaciones: Como yo te amo (6)
- Premio homenaje: Miguel Rellán

### 2018
- Mejor cortometraje: Madre, de Rodrigo Sorogoyen
- Mayor número de premios: Madre (4)
- Mayor número de nominaciones: Nuestro viejo (y el mar) y Caronte (8)
- Premio homenaje: Javier Fesser

### 2019
- Mejor cortometraje: Background, de Toni Bestard
- Mayor número de premios: Background, Bailaora, Lo siento mi amor y La noria (2)
- Mayor número de nominaciones: Bailaora y La guarida (10)
- Premio homenaje: Daniel Sánchez Arévalo y Asunción Balaguer

### 2020
- Mejor cortometraje: El monstruo invisible, de Javier y Guillermo Fesser.
- Mayor número de premios: Xiao Xian (5)
- Mayor número de nominaciones: Xiao Xian (10)

### 2021
- Mejor cortometraje: Lo efímero, de Jorge Muriel
- Mayor número de premios: Stanbrook (7)
- Mayor número de nominaciones: Stanbrook (9)

### 2022
- Mejor cortometraje: Mindanao, de Borja Soler
- Mayor número de premios: El semblante (4)
- Mayor número de nominaciones: El semblante (13)

### 2023
- Mejor cortometraje: París 70, de Dani Feixas
- Mayor número de premios: París 70 (4)
- Mayor número de nominaciones: Arquitectura emocional 1959 (10)
- Premio homenaje: Beatriz Carvajal

### 2024
- Mejor cortometraje: La gran obra, de Álex Lora
- Mejor interpretación masculina: Manu Baqueiro
- Mejor interpretación femenina: Paula Usero
- Mayor número de premios: El trono y Madreselva (3)
- Mayor número de nominaciones: Anticlímax (8)
- Premio homenaje: Eduard Fernández